# 鉄筋溶接継手協会
一般社団法人鉄筋溶接継手協会（てっきんようせつつぎてきょうかい）は、第三者適合性証明機関として建設省告示第1463号の鉄筋溶接継手を全国に向けた普及活動を行なう団体である。鉄筋溶接継手に関する技術支援、資格管理、施工会社認定業務に伴い、鉄筋溶接継手のJIS化に向けた取り組みも行なっている。略称はRWJA。
現在、全国で北海道から沖縄まで10か所の支所の立ち上げを行なっており、同時に施工認定会社（施工代理店）登録も行っている。

## 概要
- 所在地：兵庫県西脇市上比延町1242-1
- 設立：2016年12月15日

## 沿革
- 2012年 - 溶接継手に関する様々な疑問等により協会設立の検討を始める。
- 2014年 - 発足・本部事務局開設
- 2015年 - 「鉄筋溶接継手工法」の開発に成功、溶接継手のA級性能確認試験を行なう。
- 2016年 - 一般社団法人へ移行、溶接継手の受注を開始、徐々に施工実績を伸ばす。
- 2017年 - 施工認定会社の募集を開始。
- 2018年 - 学識経験者、検査機関による第三者委員会を発足し、「性能評価書」を発行。

## 事業
- 鉄筋溶接継手工法施工管理責任者評価（免許）
- 鉄筋溶接継手工法技能評価（免許）
- 施工会社認定業務及び技術指導、技術支援
- 認定施工会社の紹介、斡旋
- 鉄筋溶接継手工法のJIS化並びにNETIS取得に向けた取り組み
- 杭頭補強筋溶接工法の技術開発及び技術支援等
- 調査研究

## 特徴
この協会では全国での溶接継手に関する高度技術の安定化が可能となった。これは、施工会社それぞれが自己責任を意識し、お互いの繁栄を願う理念の基、溶接継手本来の長所をお互いに伸ばし合おうという想いで成り立っている。
溶接継手は課題が多い。故に、改善点も多い。この改善点こそ、この協会の強みになっている。たとえばその1つが「第三者審査委員会」である。

## 第三者審査委員会
学識経験者、非破壊・破壊検査機関、継手経験者から成り立つ審査委員会。第三者的に物事を見つめることにより、問題点、課題を早期発見し、改善を行なうことができる。鉄筋溶接継手工法の性能評価書もこの第三者委員会によって評価・管理を行なっている。何事に於いても問題事はある。その問題事が発生した時に真摯に受け止め、どう対処していくか、検討を行なう。第三者審査委員会により議論・検討することで課題や問題解決方法の検討、議論を行なう。